# Kathleen Kucka

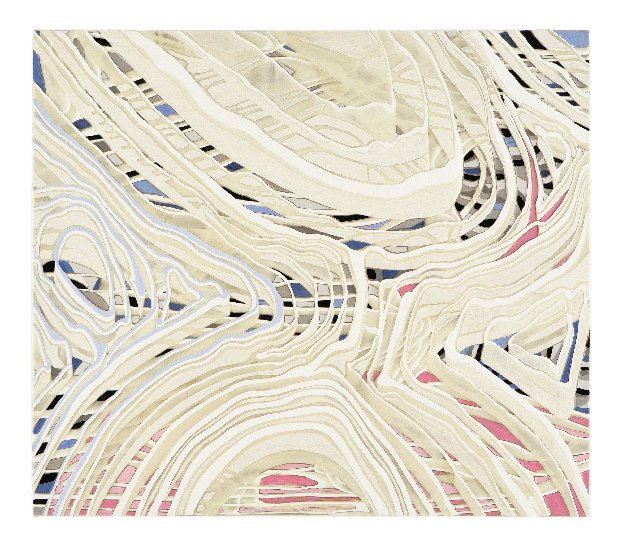
"Building as Nature" 2007 28" x 32" Acryl op linnen

Kathleen Kucka (geboren in Hartford, Connecticut) is een Amerikaans kunstenares.

## Opleiding
Haar opleiding kreeg ze aan The Cooper Union for the Advancement of Science and Art in New York, waar ze in 1984 haar Bachelor of Fine Arts behaalde. In 1994 werd ze Master of Fine Arts aan het Hunter College, ook in New York.

## Werk
Kucka is tekenares en schilderes. Het werk van Kucka is abstract, maar lijkt driedimensionaal en uit het schilderij te komen. Ze gebruikt een techniek met een ondergrond van lijnen en kleuren, gemaakt met verf, maar soms ook gebrand. Daarover wordt een doorzichtige kunststof aangebracht, waarschijnlijk mylar, dat eveneens is beschilderd of bedropen, met dikke lijnen verf, die lijken op opstaande ronde vormen. Daardoor krijgt het schilderij enig reliëf. Het kleurgebruik is bescheiden en uitgebalanceerd.
Kucka werkt met acrylverf op ondergronden zoals aluminium of linnen, maar soms ook met technieken van inbranden in het canvas.
Een recensent van de New York Times, Benjamin Genocchio vond het werk lijken op microscopische afbeeldingen van menselijke weefsel. Dit betrof werk tentoongesteld op de expositie "I Dream of Genomes" (vrij vertaald ik droom van het genoom) in het Islip Art Museum in 2008.
Zelf beschrijft zij haar werk als een collage van verf, dat een dans van beweging en patronen schept.
Werk van Kucka werd in 2008 voor het eerst naar Nederland gehaald, en was te zien bij het jaarlijkse evenement Art Amsterdam in de Rai.

## Tentoonstellingen
Kucka had de volgende solo-tentoonstellingen:
- 1995 Thread Waxing Space, Project Room, New York, NY
- 1995 Saint Peterís Church, Lexington Avenue, New York, NY
- 1999, 2001, 2003 Jeffrey Coploff Gallery, New York, NY
- 2004 Kristen Frederickson Contemporary Art, New York, NY
- 2004 Marsha Mateyka Gallery, Washington, DC
- 2006 Brenda Taylor Gallery, New York, NY

Daarnaast nam ze deel aan een groot aantal gecombineerde tentoonstellingen.